# Enceinte fortifiée de Rouffach
L'enceinte fortifiée de Rouffach est un monument historique situé à Rouffach, dans le département français du Haut-Rhin. Elle faisait le tour complet de la ville en formant ainsi un ovale englobant les maisons, les chapelles, les 3 églises du vieux Rouffach.
Il existait à l'époque une double rangée de remparts avec des douves. Maintenant ne subsiste que quelques bouts du mur principal.

## Localisation
L'enceinte fortifiée qui entourait la ville avec la forme d'un ovale est encore assez conservée en partie aujourd'hui, notamment au 4, rue de Lucelle, rue des Vents, rue des Récollets et rue du Tir mais surtout au long de la promenade dite des remparts, où un tour des remparts sud et est vous est offert.

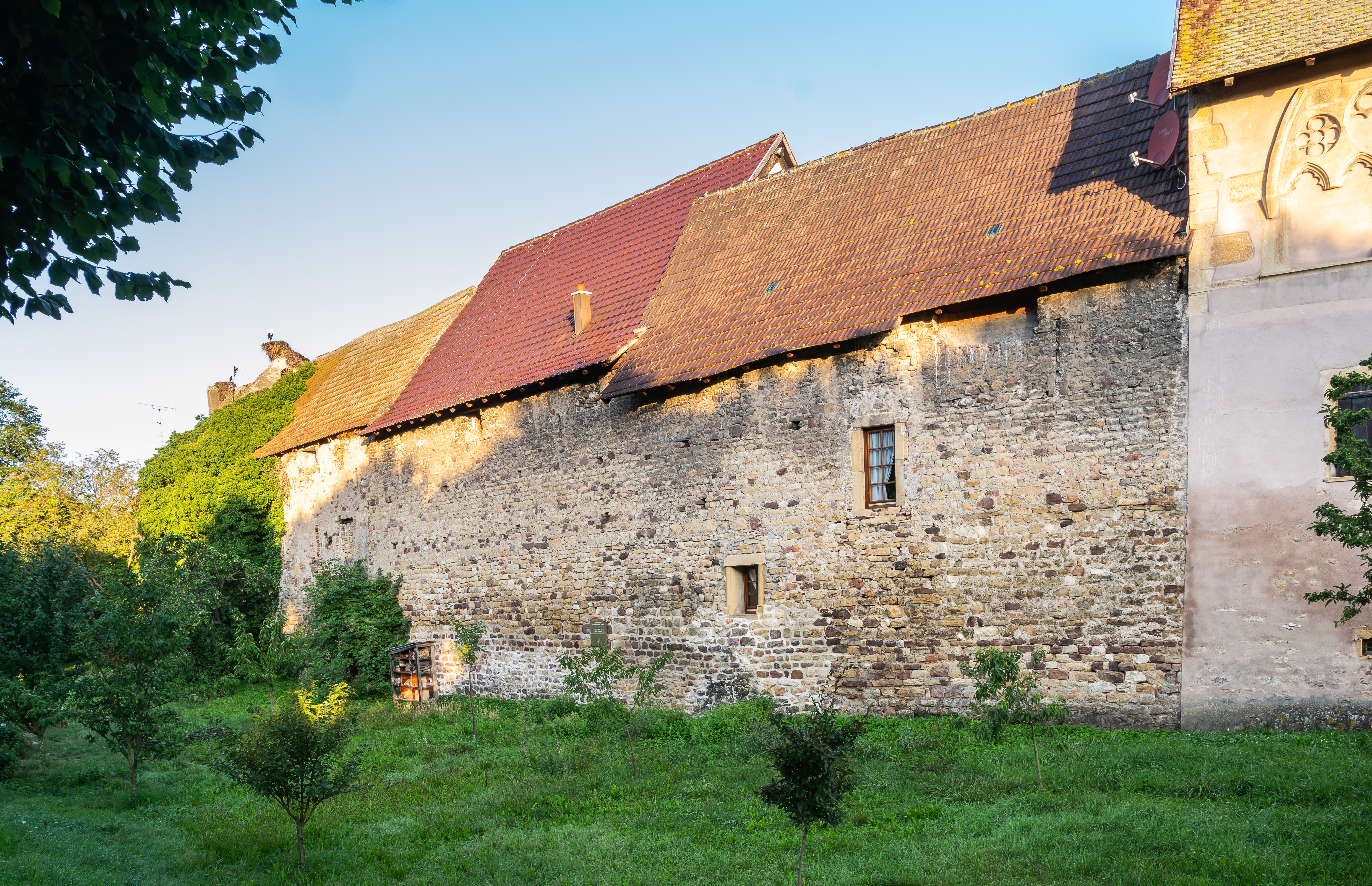
Vue des remparts sud de la ville, sur le chemin des remparts.
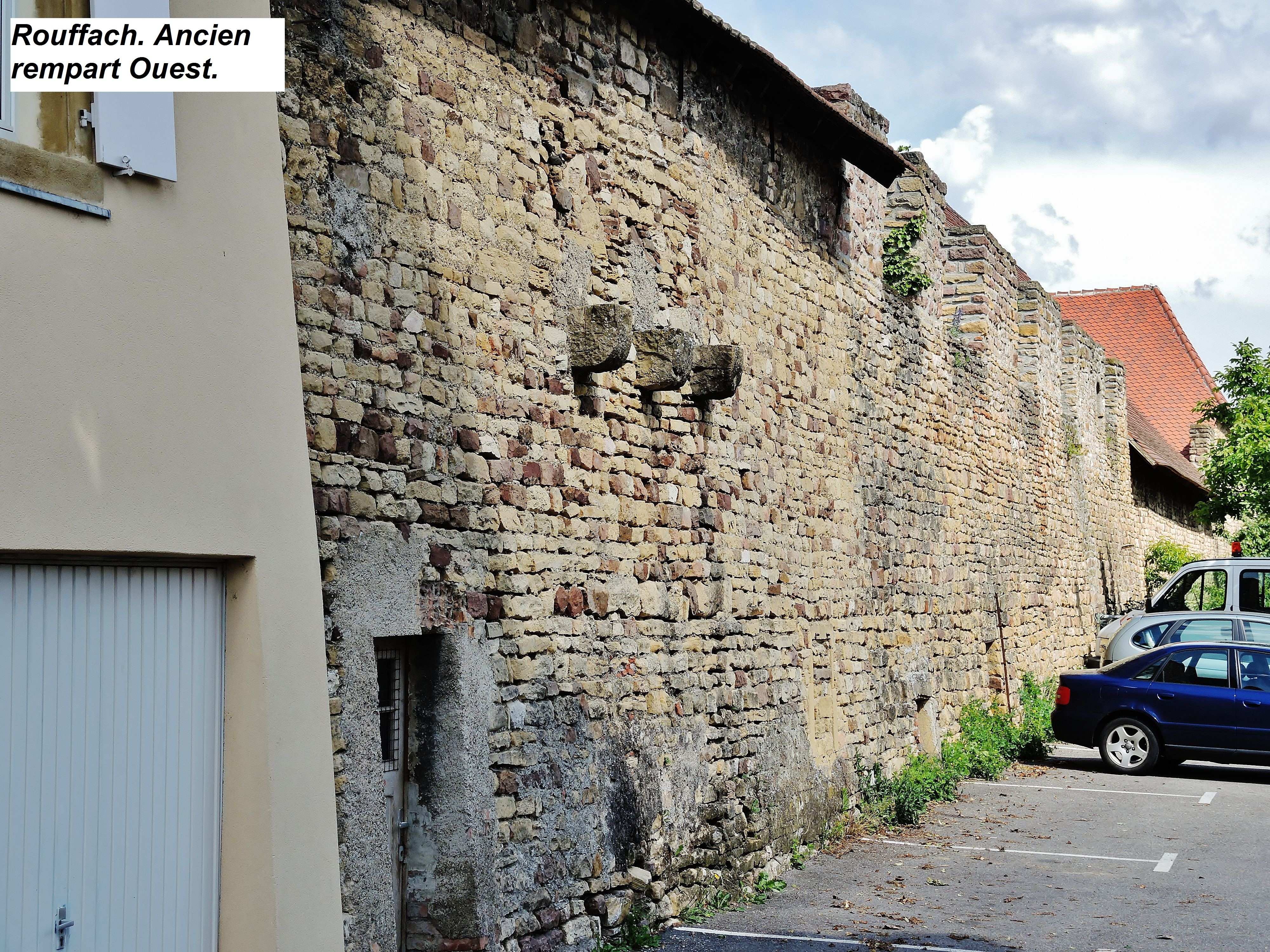
Les remparts vue de l'ouest, à la fin de la promenade des remparts avec les créneaux encore conservés.
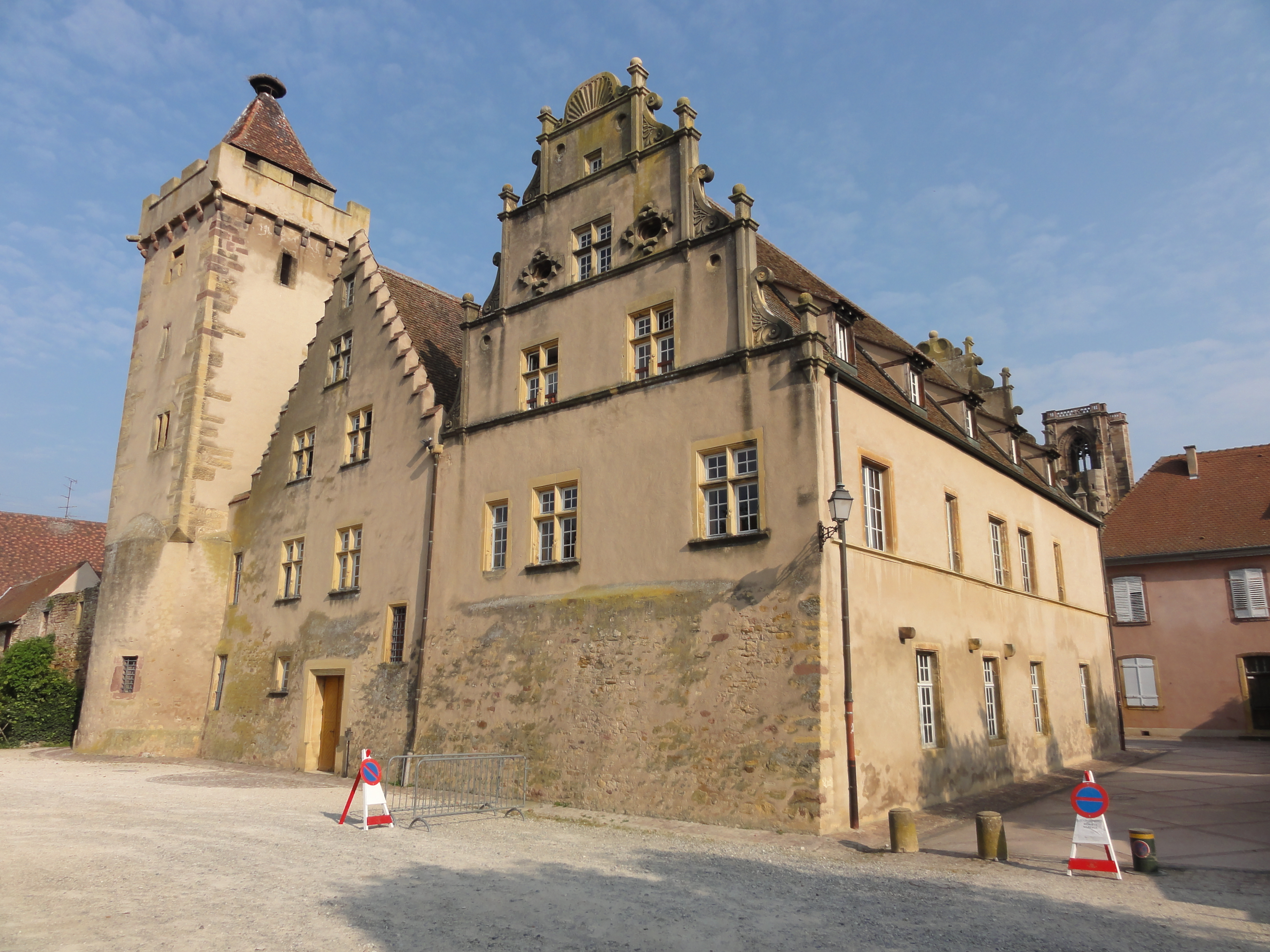
L'ancien hôtel de ville qui a aussi été construit sur les remparts.
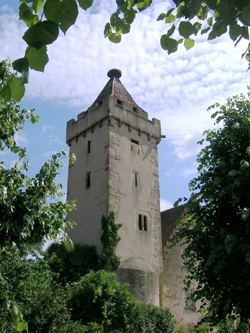
La tour des sorcières, la seule rescapée des tours de fortification.

## Historique
L'édifice fait l'objet d'une inscription au titre des monuments historiques depuis 1988.
Les remparts ont été élevés pour fortifier la ville de Rouffach pendant le Moyen Âge. Ils mesuraient alors 2,151 km. 
Malheureusement, ils devenaient de plus en plus inconfortables pour la population. 
C'est alors qu'en 1808, pour donner "plus d'aspect de plus d'air à la ville", l'ordre fut donné d'abaisser les remparts de la ville jusqu'à une hauteur de 32 centimètres (un pied).
Les remparts ne furent pas entièrement démolis en raison des maisons qui s'appuyaient dessus. C'est pour cela que le long de la promenade des remparts sont exposés ces fortifications encore debout de plusieurs mètres de haut. 
Des créneaux ont même été conservés non loin de l'église des Récollets de Rouffach ainsi que la tour des sorcières, seule rescapée des 6 anciennes tours de l'enceinte de Rouffach.
En effet, il existait quatre portes d'entrées pour accéder à la ville situées aux quatre points cardinaux :
- À l'est, il y avait la Froenschwiller Thor, porte de Froenschwiller qui était la plus grande et imposante des quatre. Elle était située entre l'hôpital st jacques et les bouts de remparts de la placette, près de la rue du tir mais fut démolie comme toutes les autres en 1809 par la volonté du préfet Nicolas Felix Desportes ;
- Au sud, s'élevait la Rheingrafen Thor ou porte de Cernay, située à la hauteur de la maison numéro 11 rue des remparts, près de l'église des Récollets. ;
- À l'ouest se tenait la porte des montagnes, qui permettait aux vignerons d'aller travailler dans les vignes plus facilement ;
- Au nord, il y avait la Neuesthor, la porte Neuve ou porte de Colmar, située au numéro 4 rue Poincaré, près du restaurant Bohrer.

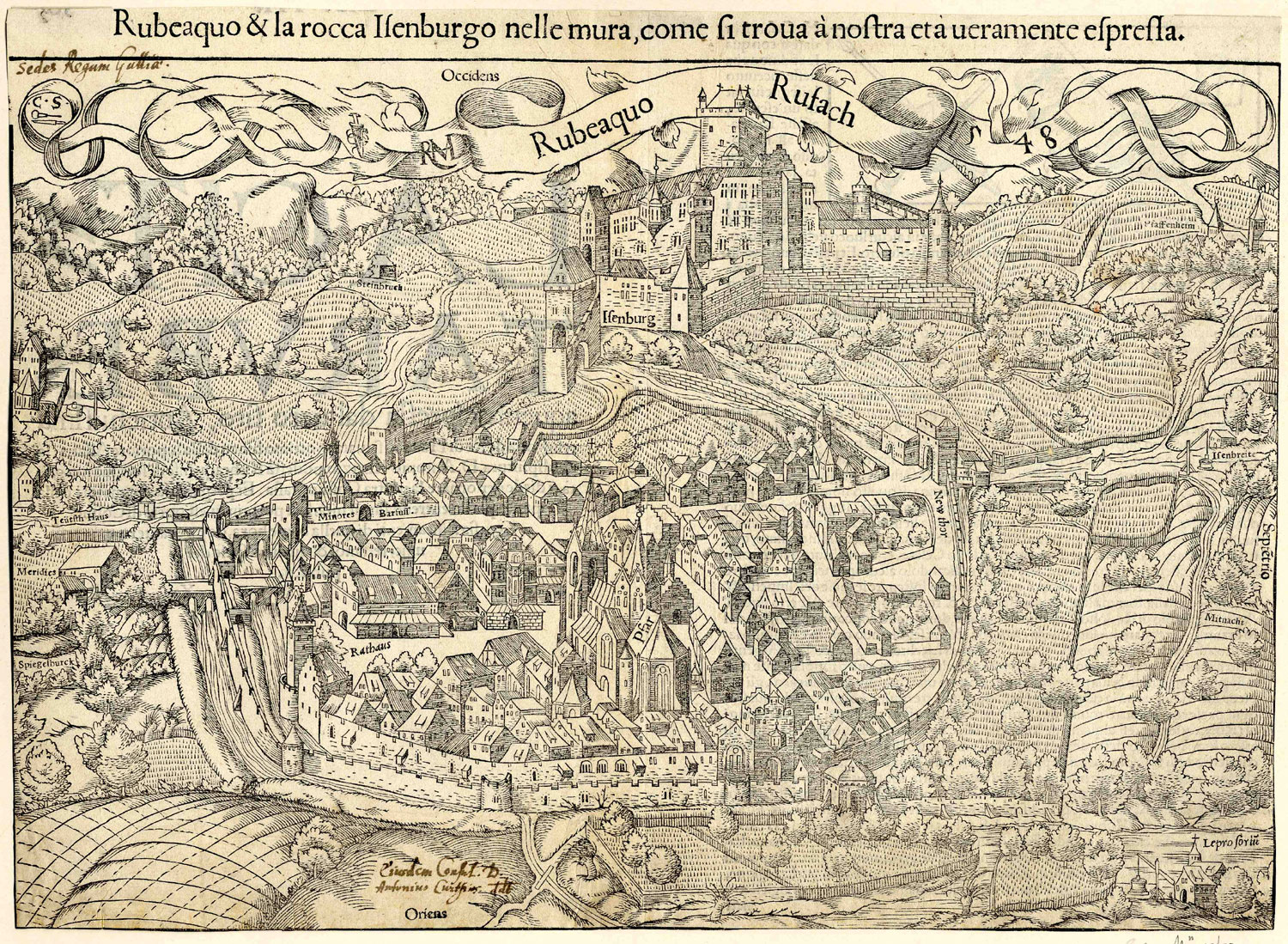
Rouffach, en 1548. On peut voir les remparts dans leur état initial.